# World Cup 1994 (Tischtennis)
| 1993 ← World Cup → 1995 | 1993 ← World Cup → 1995                               |
| ----------------------- | ----------------------------------------------------- |
|                         | Männer                                                |
| Datum                   | 15.12.–18.12.                                         |
| Ort                     | Taipeh                                                |
| Auflage                 | 15                                                    |
| Sieger                  | Jean-Philippe Gatien Jean-Michel Saive Zoran Primorac |

Der Tischtennis-World Cup 1994 fand in seiner 15. Austragung vom 15. bis 18. Dezember im taiwanesischen Taipeh statt. Es gab nur einen Wettbewerb für Männer. Gold ging an Jean-Philippe Gatien aus Frankreich.

## Modus
An dem Wettbewerb nahmen 16 Sportler teil, die auf vier Gruppen mit je vier Sportlern aufgeteilt wurden. Die Gruppenersten und -zweiten rückten in die im K.o.-Modus ausgetragene Hauptrunde vor. Die Halbfinal-Verlierer trugen ein Spiel um Platz 3 aus. Gespielt wurde in der Gruppenphase mit zwei Gewinnsätzen, danach mit drei Gewinnsätzen.

## Teilnehmer
| Platz | Name                 | TN |
| ----- | -------------------- | -- |
| 1     | Jean-Philippe Gatien | 3  |
| 2     | Jean-Michel Saive    | 5  |
| 3     | Zoran Primorac       | 2  |
| 4     | Jan-Ove Waldner      | 10 |
| 5     | Wang Tao             | 3  |
| 5     | Chiang Peng-Lung     | 1  |
| 5     | Wenguan Huang        | 3  |
| 5     | Kong Linghui         | 1  |
| 9     | Cheng Yinghua        | 1  |
| 9     | Peter Karlsson       | 2  |
| 9     | Andrzej Grubba       | 10 |
| 9     | Jörg Roßkopf         | 2  |
| 13    | Ashraf Helmy         | 2  |
| 13    | Hugo Hoyama          | 4  |
| 13    | Paul Langley         | 1  |
| 13    | Wu Wen-Chia          | 2  |

## Gruppenphase

### Gruppe 1
|                   | Ergebnis |                |
| ----------------- | -------- | -------------- |
| Jean-Michel Saive | 2:1      | Kong Linghui   |
| Jean-Michel Saive | 2:0      | Andrzej Grubba |
| Jean-Michel Saive | 2:0      | Ashraf Helmy   |
| Kong Linghui      | 2:0      | Andrzej Grubba |
| Kong Linghui      | 2:0      | Ashraf Helmy   |
| Andrzej Grubba    | 2:0      | Ashraf Helmy   |

| Platz | Spieler           | Spiele | Sätze | Punkte |
| ----- | ----------------- | ------ | ----- | ------ |
| 1     | Jean-Michel Saive | 3      | 6:1   | 6      |
| 2     | Kong Linghui      | 3      | 5:2   | 5      |
| 3     | Andrzej Grubba    | 3      | 2:4   | 4      |
| 4     | Ashraf Helmy      | 3      | 0:6   | 3      |

### Gruppe 2
|                 | Ergebnis |               |
| --------------- | -------- | ------------- |
| Jan-Ove Waldner | 2:0      | Wenguan Huang |
| Jan-Ove Waldner | 2:1      | Jörg Roßkopf  |
| Jan-Ove Waldner | 2:0      | Hugo Hoyama   |
| Wenguan Huang   | 2:0      | Jörg Roßkopf  |
| Wenguan Huang   | 2:0      | Hugo Hoyama   |
| Jörg Roßkopf    | 2:1      | Hugo Hoyama   |

| Platz | Spieler         | Spiele | Sätze | Punkte |
| ----- | --------------- | ------ | ----- | ------ |
| 1     | Jan-Ove Waldner | 3      | 6:1   | 6      |
| 2     | Wenguan Huang   | 3      | 4:2   | 5      |
| 3     | Jörg Roßkopf    | 3      | 3:5   | 4      |
| 4     | Hugo Hoyama     | 3      | 1:6   | 3      |

### Gruppe 3
|                  | Ergebnis |                  |
| ---------------- | -------- | ---------------- |
| Wang Tao         | 2:0      | Chiang Peng-Lung |
| Wang Tao         | 2:0      | Peter Karlsson   |
| Wang Tao         | 2:0      | Paul Langley     |
| Chiang Peng-Lung | 2:1      | Peter Karlsson   |
| Chiang Peng-Lung | 2:0      | Paul Langley     |
| Peter Karlsson   | 2:0      | Paul Langley     |

| Platz | Spieler          | Spiele | Sätze | Punkte |
| ----- | ---------------- | ------ | ----- | ------ |
| 1     | Wang Tao         | 3      | 6:0   | 6      |
| 2     | Chiang Peng-Lung | 3      | 4:3   | 5      |
| 3     | Peter Karlsson   | 3      | 3:4   | 4      |
| 4     | Paul Langley     | 3      | 0:6   | 3      |

### Gruppe 4
|                      | Ergebnis |                      |
| -------------------- | -------- | -------------------- |
| Zoran Primorac       | 1:2      | Jean-Philippe Gatien |
| Zoran Primorac       | 2:0      | Cheng Yinghua        |
| Zoran Primorac       | 2:0      | Wu Wen-Chia          |
| Jean-Philippe Gatien | 1:2      | Cheng Yinghua        |
| Jean-Philippe Gatien | 2:1      | Wu Wen-Chia          |
| Cheng Yinghua        | 2:1      | Wu Wen-Chia          |

| Platz | Spieler              | Spiele | Sätze | Punkte |
| ----- | -------------------- | ------ | ----- | ------ |
| 1     | Zoran Primorac       | 3      | 5:2   | 5      |
| 2     | Jean-Philippe Gatien | 3      | 5:4   | 5      |
| 3     | Cheng Yinghua        | 3      | 4:4   | 5      |
| 4     | Wu Wen-Chia          | 3      | 2:6   | 3      |

## Hauptrunde
|  | Viertelfinale        | Viertelfinale   |                      |                      | Halbfinale       | Halbfinale |  |  | Finale | Finale |
|  |                      |                 |                      |                      |                  |            |  |  |        |        |
|  |                      |                 |                      |                      |                  |            |  |  |        |        |
|  | Jean-Michel Saive    | 3               |                      |                      |                  |            |  |  |        |        |
|  | Jean-Michel Saive    | 3               |                      |                      |                  |            |  |  |        |        |
|  | Chiang Peng-Lung     | 2               |                      |                      |                  |            |  |  |        |        |
|  | Chiang Peng-Lung     | 2               | Jean-Michel Saive    | 3                    |                  |            |  |  |        |        |
|  |                      |                 | Jean-Michel Saive    | 3                    |                  |            |  |  |        |        |
|  |                      | Zoran Primorac  | 1                    |                      |                  |            |  |  |        |        |
|  | Wenguan Huang        | Zoran Primorac  | 1                    | 1                    |                  |            |  |  |        |        |
|  | Wenguan Huang        |                 |                      | 1                    |                  |            |  |  |        |        |
|  | Zoran Primorac       | 3               |                      |                      |                  |            |  |  |        |        |
|  |                      |                 | Jean-Michel Saive    | 2                    |                  |            |  |  |        |        |
|  |                      |                 |                      | Jean-Philippe Gatien | 3                |            |  |  |        |        |
|  | Jean-Philippe Gatien | 3               |                      |                      |                  |            |  |  |        |        |
|  | Wang Tao             | 0               |                      |                      |                  |            |  |  |        |        |
|  | Wang Tao             | 0               | Jean-Philippe Gatien | 3                    |                  |            |  |  |        |        |
|  |                      |                 | Jean-Philippe Gatien | 3                    | Spiel um Platz 3 |            |  |  |        |        |
|  |                      | Jan-Ove Waldner | 2                    |                      |                  |            |  |  |        |        |
|  | Kong Linghui         | Jan-Ove Waldner | 2                    | 2                    | Zoran Primorac   | 3          |  |  |        |        |
|  | Kong Linghui         |                 |                      | 2                    | Zoran Primorac   | 3          |  |  |        |        |
|  | Jan-Ove Waldner      | 3               |                      | Jan-Ove Waldner      | 1                |            |  |  |        |        |
|  | Jan-Ove Waldner      | 3               |                      |                      | 1                |            |  |  |        |        |
|  |                      |                 |                      |                      |                  |            |  |  |        |        |

## Sonstiges
Mit 10 World-Cup-Teilnahmen stellten Andrzej Grubba und Jan-Ove Waldner einen neuen Rekord auf.